# ディクン派の乱

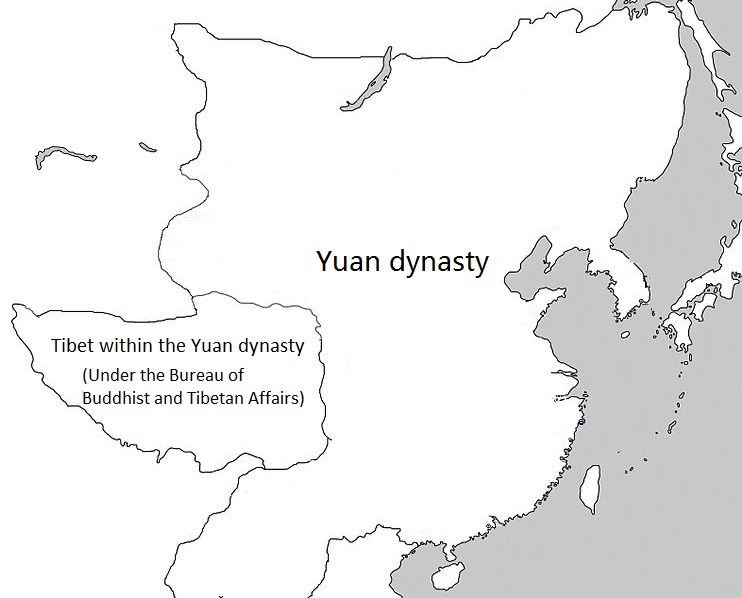
大元ウルス支配下のチベット地域

ディクン派の乱（ディクンはのらん）は、1285年から1291年にかけてチベット仏教ディクン派がサキャ派とその後ろ盾である大元ウルスに対して起こした叛乱。漢文史料の『元史』では「必里公乱」と記されており、これによりリゴンパ（aBri gun pa）の乱とも呼ばれる。ディグン派の乱とも。
「ディクン派の乱」鎮圧を通じてサキャ派は他の諸寺院にも軍団を派遣して服属させ、サキャ派が政治的にチベット仏教諸宗派の頂点に立つ体制が確立された。そのため、「ディクン派の乱」は大元ウルスの後ろ盾を得たサキャ派がチベットを支配する、所謂「サキャ政権」が完成する契機となる事件であったと評されている。

## 背景

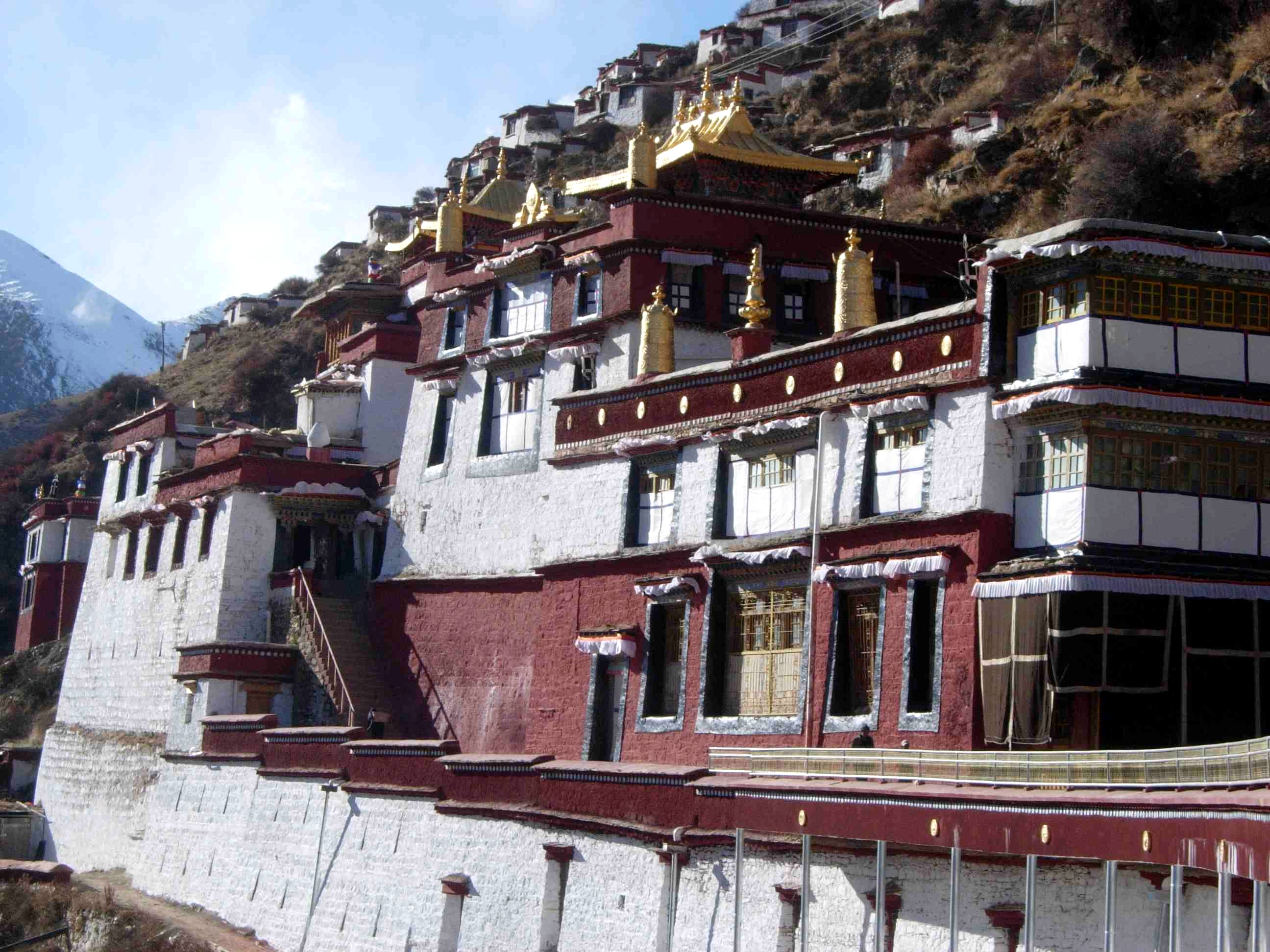
2005年時点でのディクン派の総本山ディグンティ寺

9世紀に吐蕃帝国が解体して以後、チベット高原では諸宗派が乱立する分裂状態に陥っていた。この分裂状態を一変させたのがコデンの遠征に始まるモンゴル軍の侵攻で、サキャ派のサキャ・パンディタはいち早くコデンと主従関係（チベット語史料ではこれを施主・帰依処関係と呼ぶ）を結ぶことで他派よりも優位に立った。
また、1251年の第4代皇帝モンケの即位によって皇統がトルイ家に移ると、サキャ派以外の諸宗派も相次いでトルイ家の諸王と施主・帰依処関係を結んだ。その中でディクン派はモンケ家（史料によってはアリクブケ家）と、ツェル派はクビライ家と、パクモドゥパ派はフレグ家と、タクルン派はアリクブケ家と、それぞれ結んだとする。とりわけディクン派は現皇帝であるモンケと密接な関係を結び、直々に統治権を証する允許状を与えられるなどサキャ派とも結抗する権勢を得た。ところが、1259年にモンケ・カアンが急死すると内戦を経てクビライが即位し、即位前よりクビライと縁のあったサキャ派のパクパが帝師として取り立てられた。これによってチベット高原におけるサキャ派の優位は確立し、逆に内戦でクビライ派と敵対したモンケ家/アリクブケ家と関係を結んでいたディクン派の勢力は退潮した。
そもそもモンゴルの襲来以前にチベットで最も有力な勢力であったのがディクン派であり、ディクン派がモンケ家に近づいたのも先に逸した権益を新皇統の下で確保したいという背景があったと見られる。それがモンケの急逝という予想外の事態によって頓挫したのに対し、逆にモンゴルに上手く取り入ることで他派よりも優位に立ったサキャ派に対してディクン派は不満を抱き、やがて叛乱を起こすに至った。

## 経過
漢文史料の『元史』には「ディクン派の乱」の経過に関する記述はほぼなく、チベット語諸史料にのみ豊富な記録が残されている。
『新マルポ史』によると、「ディクン派の乱」はディクン派の座主トクカパ＝リンチェンセンゲの7年目（1285年）にディクン派がチャユル派を攻めたことに始まるという。この攻撃によってチャユル派は座主のツァントンが殺されて壊滅的な打撃を受け、「ディクン派の乱」が鎮圧される5年後まで新たな座主が立てられなかったとされる。
叛乱の火蓋を切ったリンチェンセンゲは間もなく亡くなり、座主の地位はツァンキャパ＝タクパソナムが受け継いだ。タクパソナムの時代にサキャ派はディクン派に対して反撃を開始したが、『新マルポ史』に「……サキャ派との争いが起こった。初めは勝ったり負けたりを繰り返していた…」とあるように、両者の抗争は膠着状態に陥った。
ディクン派は更にタクパソナムからドルジェイェシーに代替わりしたが、この頃サキャ派は5年にわたる叛乱に決着をつけるべく大規模な作戦を開始した。この頃サキャ派のポンチェンであったアクレンは「ツァンの軍（サキャ派の直属軍）」と「全万戸軍（D派を除く各万戸から徴発された軍）」を率い、更に大元ウルスから派遣された鎮西武靖王テムル・ブカの援軍を得てディクン派に侵攻した。この侵攻によってディクン派の寺院は焼かれて1万人近くが殺されたという。また、サキャ派はこの機会を捉えてサキャ派が十分に浸透していないウー地方の諸寺院にも軍団を派遣し、チャル（Byar）・ロータク（Lbo brag）・モン（Mon）などが鎮圧されたという。また、パクモドゥ派はサキャ派への協力を拒んだために攻撃を受ける所であったが、座主のチャンションが弁明したためにサキャ派からの攻撃を免れている。

## 戦後
『元史』巻17世祖本紀14は「必里公乱（リゴンパの乱＝ディクン派の乱）」の戦後処理について、以下のように記す。
これによると、大元ウルス朝廷はディクン派の乱の戦後処理として疲弊した軍民への救済を行い、更に従来は中央チベットのウーツァン地方のみを管轄していた烏思蔵宣慰司に西部のガリコルスム（mNga ris skor sum）を加えて「烏思蔵納里速古児孫（ウー・ツァン・ガリコルスム）等三路宣慰使司都元帥府」として発足させたという。
なお、チベット語史料は叛乱の結果「こうしてウーとツァンは、あたかも梟と鴉のごとく（互いに怨恨を抱くように）なった」と記し、サキャ派＝ツァン（中央チベット西部）とディクン派＝ウー（中央チベット東部）の争いであったかのように記すが、実際にはウーに属するツァル万戸やギャ万戸もサキャ派に協力しており、必ずしもこの叛乱は「ウーとツァンの対立」という図式のみで理解できるものではない。

## ディクン派を支援した「上手のホル」
多くのチベット語史料では「ディクン派の乱」の際にディクン派は「上手のホル（中央アジア方面の遊牧勢力を指すチベットの歴史的用語）」の援軍を得たと記されており、古い学説では18世紀に編纂されたrang 'byung rdo rjeに従ってこれをフレグ・ウルス（イルハン朝）であるとする。しかし、建国の経緯から一貫して大元ウルスと友好関係を築いていたフレグ・ウルスがディクン派を支援したとは考えづらく、タレル・ワイリーを始め多くのチベット史家は「上手のホル」を中央アジアの反クビライ勢力（カイドゥ・ウルス）に充てる。
また、日本人チベット史研究者の乙坂智子は古い時代に編纂されたチベット語史書では（A）「フレグは上手のホルの王である」という記述と（C）大元ウルスは「上手のホル」を警戒していた、という記述しかなかったものが、時代が降ると（B）ディクン派は叛乱に当たって「上手のホル」の援軍を得たという記述が見られるようになり、18世紀に至って始めて「上手のホル＝フレグがディクン派を支援した」という記述が見られるようになる、ということを指摘した。乙坂智子はこの指摘に基づいて、「上手のホル＝フレグ・ウルスがディクン派を支援した」という記述は「ディクン派の乱」から時代が降ることで本来無関係の（A）と（C）の記述が結びつけられた結果生じたものであり、「上手のホル＝フレグ・ウルス」がディクン派を支援したという説はやはり史実とは認められず、またそもそも「上手のホル」が本当にディクン派を支援したかどうかも疑問の余地があると論じている。